# Sri Lanka nos Jogos Olímpicos de Verão de 2004
O Sri Lanka competiu nos Jogos Olímpicos de Verão de 2004, em Atenas, na Grécia. Não ganhou medalhas.